# روبل شوروی
روبل شوروی (روسی: рубль) واحد پول رایج در اتحاد جماهیر شوروی سوسیالیستی بود. هر روبل از ۱۰۰ کوپک تشکیل شده بود. بعد از انحلال اتحاد جماهیر شوروی در ۱۹۹۱، استفاده از روبل شوروی در کشورهای پساشوروی ادامه پیدا کرد که به «منطقه روبل» معروف شد، تا اینکه در ۱۹۹۳ روبل روسیه جایگزین آن شد.